# 쌍계사 (논산시)

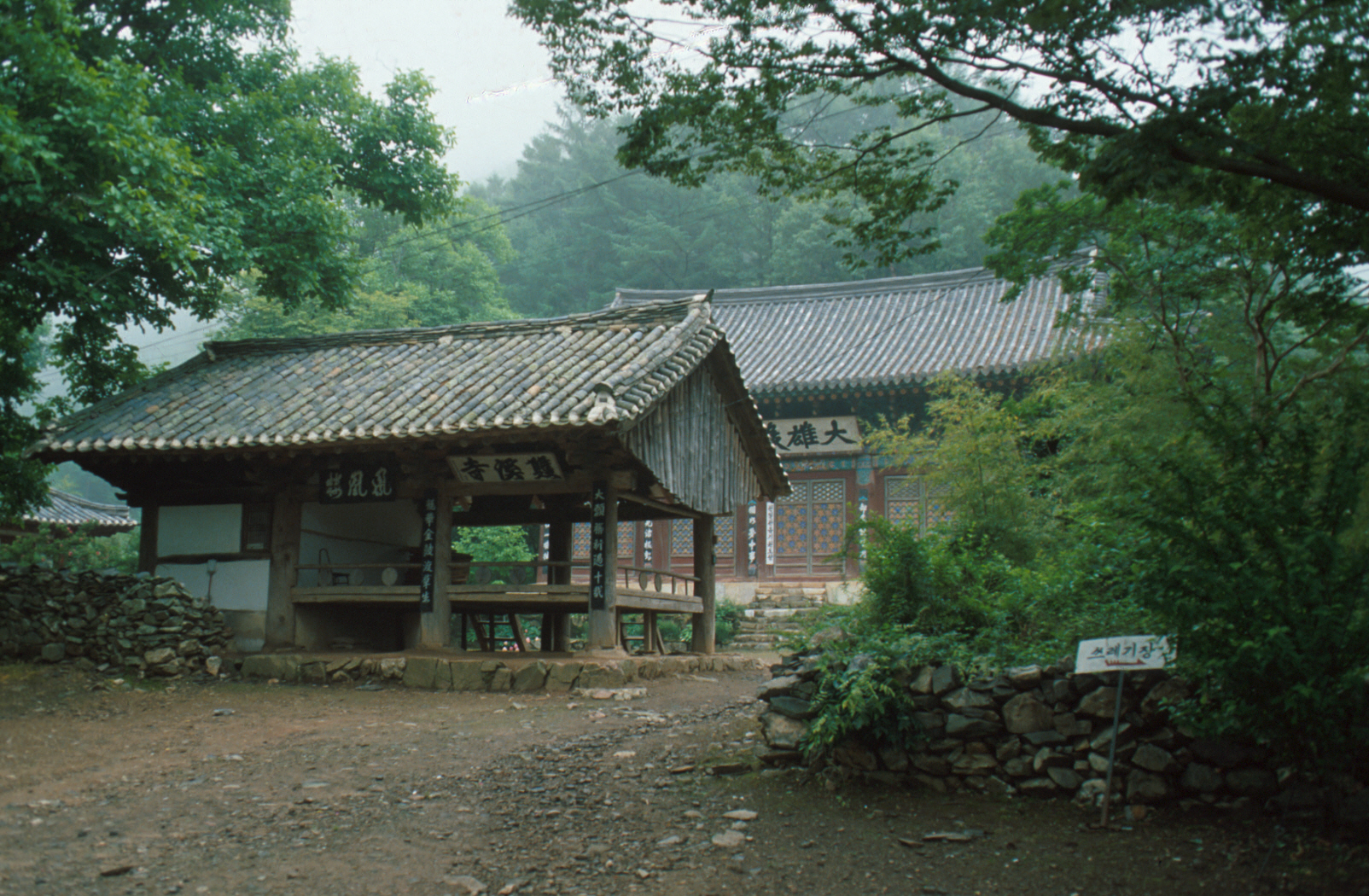
쌍계사

쌍계사(雙溪寺)는 충청남도 논산시 양촌면 중산리에 있는 대한불교조계종 소속 사찰이다.

## 소장 문화재
- 논산 쌍계사 대웅전 - 보물 제408호
- 논산 쌍계사 소조석가여래삼불좌상 - 보물 제1851호
- 논산 쌍계사 부도 - 충청남도 문화재자료 제80호

## 같이 보기
- 오대진언집